# OpenBVE
OpenBVE是一個獨立開發的開源列車模擬器，OpenBVE的名稱來源於 BVE Trainsim，即“開放的 BVE”。支持車内外視角自由觀察、立體駕駛室等。OpenBVE 使用 OpenGL 和 OpenAL作為 應用程式介面。本項目起源於作者的一個想法，應該有一個跨平台並且開源的列車模擬器，而且要比現存的所有此類軟件都真實，並注重在駕駛室內駕駛。此程式並沒有使用上的限制，發布最新二進制包，同時獨立發布其最新C#源码。
開發者在2011年5月11日宣布當openBVE進入第二版本的階段，程式會重命名為Train Simulation Framework。同時，官方網站域名改為 trainsimframework.org（页面存档备份，存于），但是程式現時仍然保留OpenBVE的名稱。
2012年5月3日，openBVE討論區關閉，而五日後（5月8日）開發者宣佈終止開發openBVE，只提供網頁下載相關檔案。openBVE主網站於翌日關閉，改由社群網民接手開發。
由於OpenBVE只支援Windows，Linux及macOS，令Hmmsim出現在Android及iOS平台。

## 版本

### OpenBVE
第一代版本中，可以讓玩家看到自己駕駛的列車，和在同一路軌中行駛的前（後）車。

#### 功能
OpenBVE 功能大致上與 BVE Trainsim 兼容，並有以下額外的功能：
- 可顯示車外視點，顯示玩家所駕駛的列車及周圍的環境
- 支授後方物件顯示，前後全方位視野
- 仔細的列車運行物理機制、列車駕駛、信號變化及景觀材質顯示
- 使用 OpenGL、OpenAL 及 SDL 等 應用程式介面，使得程式能更容易在不同作業系統運行。（所發放的 Windows 版本可以經由 Mono 或 Wine 在 Linux 和 OS X 平台上使用）
- 使用 OpenAL 將三維場景的音效立體化
- 加入人工智能駕駛，能夠自動駕駛自己的列車
- 自動控制上一班及更多列車的運作
- 加入遊戲模式，對玩家駕駛列車技巧作評分
- 提供動態物件格式，能讓物件變得可以活動，例如列車車門、時鐘、路面的汽車
- 能支援不同的控制桿，而且可以同時使用多個控制桿

##### 物理及環境效果
OpenBVE 已經模擬起始阻力、慣性、曲線阻力、重力、倒塌之間（包括緩衝區和鏈耦合汽車耦合）、空氣阻力、氣壓、氣溫、空氣密度、海拔高度（如大氣隨高度變化的變量）、摩擦、車輪打滑等。另外，OpenBVE也在設定頁面提供模擬震盪、碰撞及出軌的選項。

##### 制動系統
OpenBVE 能根據不同型號的制動系統，模擬在每一車廂的制動系統，也模擬整列列車的制動氣管。

##### 車卡獨立模擬
OpenBVE 可以完全地模擬出列車的每一個車箱，包括所有的電阻、發動機和制動系統。

##### 動態物件
OpenBVE 可以讓物件移動、旋轉或將材質貼圖移位，並以數學函數配合內置變數來控制。
簡單例子有：
- 時鐘
- 電梯
- 升降閘

#### 優點
- 支援多個作業系統
- 支援多國語言
- 可以自訂處理檔案所使用的編碼，使程式相容性提高
- 兼容大部分 BVE Trainsim 的路線及列車

#### 缺點
- 使用低效能電腦可能會導致操作系統不穩定（俗稱「lag機」或「當機」）

#### 與BVE Trainsim的分別
在 CSV 路線格式中的 Track.Signal 指令（RW 為 [Railway] 中的 @Signal）出現了與 BVE Trainsim 不兼容的情況。
OpenBVE中，該指令被解釋為

Track.Signal Aspects; Unused; X; Y; Yaw; Pitch; Roll
但是，在 BVE Trainsim 中，該指令被解釋為

Track.Signal Aspects; Label; X; Y; Type

Label 這個引數於 BVE Trainsim 中是一個文字上的描述，而在OpenBVE中是沒有功用的（所以被標籤為未被使用 Unused）。
因為一些小小的意外，引數 Type 是從來沒有被加入到 TSF (openBVE) 中，而 Yaw、Pitch、Row 這些引數需要增加，導致兩個引數不相容地重叠。如果某個 BVE Trainsim 的路線包含 Type 這個引數，該引述便會錯誤地被辨認為 Yaw，導致最多偏向 3 度。通常，這個細微的角度是不會做成視覺上的問題，尤其是這個引數不是太常用。

### Train Simulation Framework
在 2010年3月14日 已經發布了 openBVE 2 Renderer Demo。這個版本展示了未來 openBVE 2 可能的渲染模式，聲稱比 openBVE 現有版本快上十倍。
此系列將帶來構架變化，易於導入數據，不僅支持現有數據，還會創作更多物理特性，引擎，剎車系統，和安全系統，這樣基本可以模擬全部運輸工具。儘管開發更注重軌道列車。
由於原作者已停止開發openBVE，Train Simulation Framework最後沒有實現。

#### 命名
當openBVE進入第二版本的階段，程式會重命名為 Train Simulation Framework（簡稱 TSF），以表現程式將會將不同部件分拆，而程式本身將會成為一個框架。

#### 程式的變動
為了容許大範圍的新功能，Train Simulation Framework 會重新設計。
Train Simulation Framework 將一分為二，分別為核心引擎（Core engine）和 標準程式庫（Standard library）。

## 誤會
作者
- 有人以為OpenBVE和BVE Trainsim的作者是同一人；但實際上前者為Michelle開發，後者為Mackoy開發。

名稱
- 很多人把OpenBVE錯誤地寫成openbve、openBVE、OpenBve等等寫法。其實這些都不是正確的。作者Michelle已經重申正確的名稱是openBVE(後來改為OpenBVE[6])。而當OpenBVE進入第二版本的階段，程式會重命名為TrainSimulationFramework。[2]

## 相關鏈接
- （英文）OpenBVE 官方網站 Official Homepage（页面存档备份，存于）
- （英文）Rock Paper Shotgun - OpenBVE: The Sim Now Approaching Platform PC（页面存档备份，存于）
- （繁體中文）BVEHK 香港模擬鐵路聯盟
- （繁體中文）I-Circle BVE 網（页面存档备份，存于）
- （繁體中文）Chikainn83 bve 臨時站
- （简体中文）OpenBve中国站